# Wyspy Dziewicze Stanów Zjednoczonych na Zimowych Igrzyskach Olimpijskich 2002
Wyspy Dziewicze na Zimowych Igrzyskach Olimpijskich 2002 reprezentowało ośmioro zawodników.

## Wyniki reprezentantów Wysp Dziewiczych

### Bobsleje
Mężczyźni
- Quinn Wheeler
Zachary Zoller

Dwójki - 36. miejsce
- Keith Sudziarski
Paul Zar
Christian Brown
Michael Savitch

Czwórki - DNF

### Saneczkarstwo
Kobiety
- Anne Abernathy

jedynki - 26. miejsce
- Dinah Browne

jedynki - 28. miejsce